# Microcebus margotmarshae
Microcebus margotmarshae (лат.) — вид мышиных лемуров. Эндемик Мадагаскара.

## Обнаружение
Голотип был обнаружен 21 мая 2006 года, формально описан в 2008 году. Генетически ближайший родственный вид — Microcebus mamiratra. Видовое название дано в честь эколога-активиста Марго Марш. После её смерти в 1995 году был основан «Фонд биоразнообразия имени Марго Марш» (англ. Margot Marsh Biodiversity Foundation), занимающийся вопросами сохранения популяции вымирающих видов приматов.

## Описание
Вес около 41 грамма, хотя, как и у остальных мышиных лемуров, вес различается в зависимости от сезона. Голотип, обнаруженный в 2006 году, имел вес 49 грамм, тело длиной 8,4 см и хвост длиной 14,3 см. Окружность головы голотипа составляла 3,2 см, длина мордочки 9,5 мм, длина ушей 15,4 мм, ширина ушей 8,7 мм.
Шерсть на спине и хвосте преимущественно красновато-оранжевая, с серым налётом, на груди и брюхе светло-кремовая или белая. Голова светло-рыжая. Мордочка и шерсть вокруг глаз светло-коричневые, на переносице между глазами небольшая светлая отметина. Уши маленькие.

## Распространение
Встречаются в заповеднике Антафудру (Antafondro Classified Forest Special Reserve), к югу от реки Андранумалаза (Andranomalaza River) и к северу от реки Маеварану (Maevarano River) в провинции Анциранана.